# レイ・クリエーション
株式会社レイ・クリエーション（RAYCREATION Co,LTD）は、大阪府大阪市中央区本町に本社を置くデザイン制作会社である。

## 概要
主に医療系、エネルギー分野のプレゼンテーションコンテンツの企画制作を手掛けている。工業系のデザインや中小企業のブランディングも行っており、インタビュー映像や展示会の企画も行う。3S・5S活動などを通して、製造業との連携事業も多く展開しており、株式会社大阪ケイオスにも参画している企業である。デザイン事務所としてはめずらしくエンディング産業にも参入しており、終活サービスの一環として、自社の撮影技術を活用した「自分史映像」の制作も行っている。また、生前葬のプロデュースなども提供している。

## 事業
- 医療系コンテンツデザイン事業（Medical Health Contents Vender）
- ものづくり・製造業の情報運用（ブランディング）支援事業
- 環境・エネルギー分野プレゼンテーションデザイン事業
- 終活支援の一環として自分史映像の制作や、生前葬のプロデュースなどエンディング事業も手がける

## 事業所
- 本町 OFFICE(本社)   〒541-0053　大阪市中央区本町4丁目5番7号　サンドール本町8階 TEL：06-6264-1014　FAX： 06-6264-1013

- 神楽坂 OFFICE   〒162-0825　東京都新宿区神楽坂6-66　神楽坂宝生堂ビル5階 TEL：03-5228-1010　FAX：03-5228-1024

## 組織
- 営業企画部
- デザイン部門
- マルチメディア部門
- 戦略WEB部門
- 総務部

## 沿革
1989年9月
- 大阪市北区樋之口町のワンルームマンションにて、3名のスタッフにより創業。テクニカルイラストを中心に工業用技術資料などを手掛ける。

1990年4月
- Macintosh導入。
- コンピューターグラフィックスによる業務受託を開始。

1990年9月
- 株式会社に改組。

1991年3月
- 大阪市北区西天満に事務所を移転。

1992年9月
- Macintoshを10台導入、またLANを構築。

1993年9月
- CD-ROMコンテンツの受託を開始。
- MacintoshとPIXELカラー出力とのネットワーク化。

1994年9月
- MacintoshによるDTPシステムを構築。

1997年6月
- 大阪市中央区淡路町に事務所を移転。

1998年4月
- Web関連業務の受託を開始。

1999年4月
- DVD映像コンテンツの受託を開始。

2001年4月
- 医療系コンテンツの受託を開始。

2003年10月
- 大阪市中央区道修町に事務所を移転。

2005年3月
- 大型環境啓発施設を納入。

2008年4月
- 東京都新宿区に神楽坂OFFICEを開設。

2008年4月
- OPS大阪ものづくり研究会発足。異業種5社による3S･生産革新活動を開始。

2009年
- 戦略展示会セミナーを開催。

2010年
- 香港オフィス設立。
- iPad,iPhoneを全社導入。

2011年
- 大阪ケイオスへ参画。
- 大阪ケイオスカフェ設立。
- 神楽坂オフィスを移転。
- 自社ipadアプリ「救急問診アプリ」を開発し、リリース。
- 医療連携アプリ Blue Cardを浪速区医師会と開発し、リリース。
- 工場萌えツアーを開催。

2012年
- 神楽坂ギャラリーを設立。

2013年8月
- うめきたオフィス設立。

2013年8月
- 大阪市中央区平野町に本社事務所を移転。

2015年7月
- 大阪市中央区高麗橋に本社事務所を移転。